# Ангрія

Ангрія у складі Саксонії близько 1000 року н. е.
Ангрія
Інші регіони Саксонії
Інші території Німецького королівства

Історичний герб

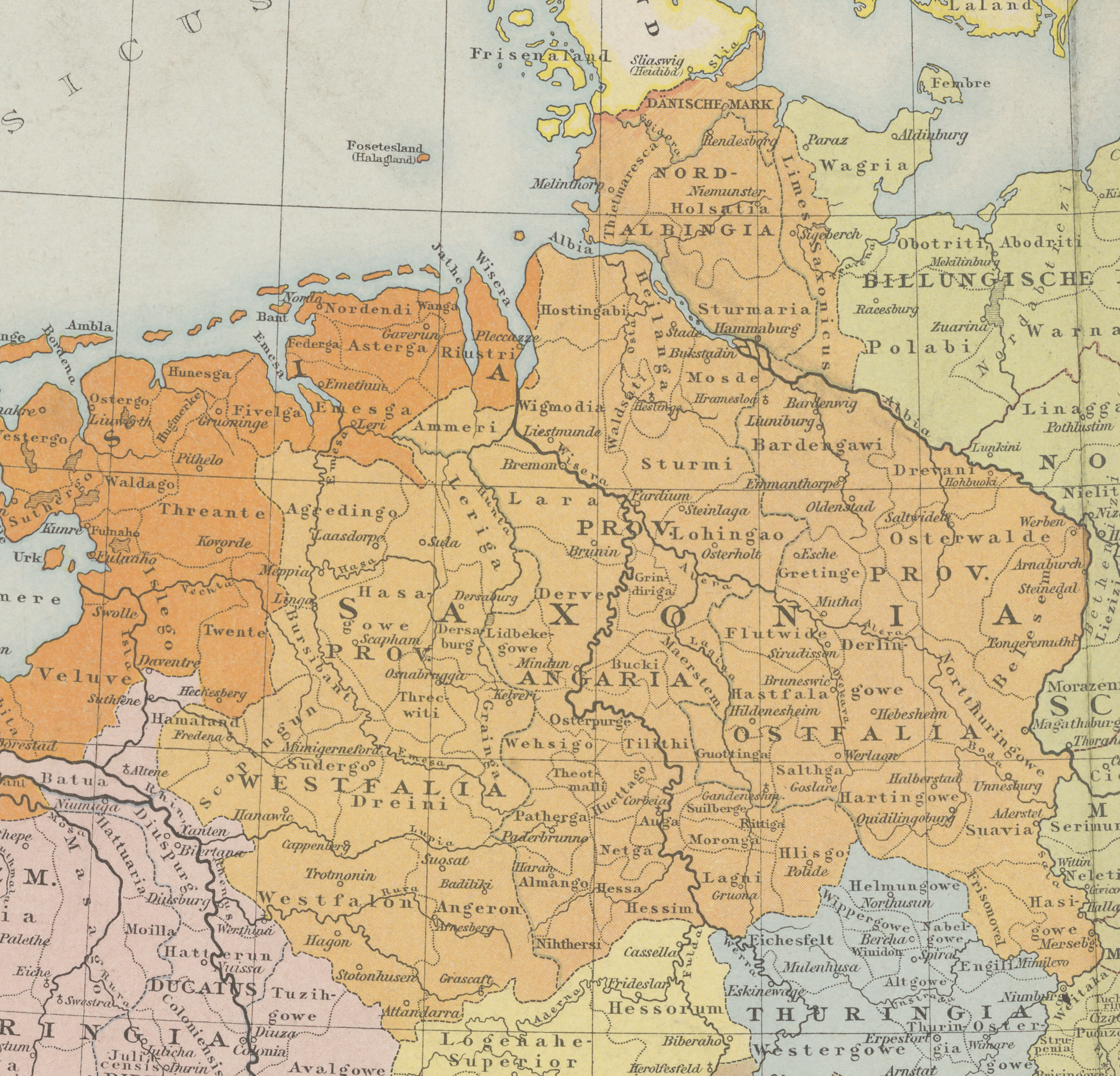
Саксонське герцогство близько 1000 року

Ангрія або Ангарія (нім. Engern, німецька вимоваⓘ) — історичний регіон на території сучасних німецьких земель Нижня Саксонія та Північний Рейн-Вестфалія. Хроніст Відукінд Корвейський у своїй книзі «Res gestae saxonicae sive annalium libri tres» («Діяння саксів») визначив її як центральну область середньовічного Саксонського герцогства, що лежала вздовж середньої течії річки Везер між Вестфалією та Остфалією. Назва регіону походить від німецького племені ангрів, яке приєдналося до саксонської племінної конфедерації. Центром Ангрії було місто Мінден, яке з 803 року стало єпископським.
Землі ангріваріїв були завойовані Карлом Великим під час Саксонських воєн; згідно з «Анналами королівства франків», ангріварські командири уклали сепаратну мирну угоду з Каролінзькою імперією біля Бюккебурга в 775 році.
У 1180 році імператор Фрідріх I скинув герцога Саксонії Генріха Лева і розділив герцогство на дві частини за так званою Гельнхаузенською хартією. Вестфальське герцогство було передано Кельнському курфюрству, в той час як Ангрія відійшла до Бернхарда Ангальтського, який отримав саксонський герцогський титул. Згодом назва «Ангрія» застаріла. У XIII столітті центральна область на Везері стала центром графства Хоя, яке у 1582 році успадкував дім Брауншвейг-Люнебурзький.